# 갈곡리성당
갈곡리성당은 경기도 파주시 법원읍에 있는 로마 가톨릭교회 성당이다.